# Aurila
Aurila is een geslacht van kreeftachtigen uit de klasse van de Ostracoda (mosselkreeftjes).

## Soorten
- Aurila (Alboaurila) albicans (Ruggieri, 1958) Ruggieri, 1976
- Aurila (Alboaurila) malzi Bonaduce, Ruggieri, Russo & Bismuth, 1992 †
- Aurila (Aurila) abscisa (Terquem, 1878) Mostafawi, 1989
- Aurila (Aurila) cruciata (Ruggieri, 1950) Uliczny, 1969
- Aurila (Aurila) gibba (Terquem, 1878) Mostafawi, 1989
- Aurila (Aurila) tenuipunctata Bassiouni, 1965 †
- Aurila (Cruciaurila) cruciata (Ruggieri, 1950) Ruggieri, 1976
- Aurila (Cruciaurila) haueri (Roemer, 1839) Malz, 1987 †
- Aurila (Cruciaurila) puncticruciata Ruggieri, 1976 †
- Aurila (Cruciaurila) simplex (Uliczny, 1969) Malz & Jellinek, 1984 †
- Aurila (Euaurila) cicatricosa (Reuss, 1850) Mckenzie et al., 1979 †
- Aurila (Euaurila) elaborata Aruta & Ruggieri, 1984 †
- Aurila (Euaurila) emathiae (Uliczny, 1969) Ruggieri, 1976
- Aurila (Euaurila) favorita (Ruggieri, 1976) Aruta & Ruggieri, 1984 †
- Aurila (Euaurila) hadra (Uliczny, 1969) Ruggieri, 1976
- Aurila (Euaurila) impressa (Ruggieri, 1977) Ruggieri, 1992 †
- Aurila (Euaurila) inscripta Ruggieri & D'arpa, 1992 †
- Aurila (Euaurila) lanceaformis (Uliczny, 1969) Ruggieri, 1976
- Aurila (Euaurila) longa (Ruggieri, 1962) Ruggieri, 1992 †
- Aurila (Euaurila) nana Aruta & Ruggieri, 1984 †
- Aurila (Euaurila) nilensis (Bassiouni, 1965) Ruggieri, 1976
- Aurila (Euaurila) plagia (Uliczny, 1969) Ruggieri, 1976
- Aurila (Euaurila) punctata (Muenster, 1830) Ruggieri, 1976
- Aurila (Euaurila) vasconiensis (Moyes, 1961) Charrier & Carbonnel, 1980 †
- Aurila (Euaurila) ventroinflata (Carbonnel, 1969) Charrier & Carbonnel, 1980 †
- Aurila (Pterygoaurila) alata Mostafawi, 1989 †
- Aurila (Trigonoaurila) doliaris Bonaduce, Ruggieri, Russo & Bismuth, 1992 †
- Aurila (Trigonoaurila) freudenthali (Sissingh, 1972) Ruggieri, 1976 †
- Aurila (Trigonoaurila) ingens Bonaduce, Ruggieri, Russo & Bismuth, 1992 †
- Aurila (Trigonoaurila) subvarians (Moyes, 1961) Mckenzie et al., 1979 †
- Aurila (Trigonoaurila) tegminalis Ruggieri, 1977 †
- Aurila (Trigonoaurila) trigonula (Jones, 1857) Ruggieri, 1976 †
- Aurila (Ulicznina) ducasseae (Moyes, 1965) Charrier & Carbonnel, 1980 †
- Aurila (Ulicznina) nevianii (Ruggieri, 1953) Ruggieri, 1976
- Aurila abscisa (Terquem, 1878) Mostafawi, 1989
- Aurila acostata Schornikov & Tsareva, 1995
- Aurila akersi Poag, 1972 †
- Aurila amygdala (Stephenson, 1944)
- Aurila ascisa (Terquem, 1878) Wouters, 1974 †
- Aurila aspidoides Uliczny, 1969 †
- Aurila auricula (Teeter, 1975) Bold, 1988 †
- Aurila babinoti Bonaduce, Ruggieri, Russo & Bismuth, 1992 †
- Aurila balatonica (Zalanyi, 1913) Jiricek, 1974 †
- Aurila bertelsae Echevarria, 1987 †
- Aurila bisinuata (Terquem, 1878) Wouters, 1974
- Aurila bosporica Pishchikova, 1993 †
- Aurila bradleyana (Ruggieri, 1976) Bonaduce, Bismuth, Ruggieri, Russo & Mascellaro, 1988 †
- Aurila bucolica Ciampo, 1976 †
- Aurila buhyui Hu & Tao, 2008
- Aurila calciplena Uliczny, 1969 †
- Aurila calendula Hu & Tao, 2008
- Aurila cauditoides Carbonnel, 1969 †
- Aurila cheejihe Hu & Tao, 2008
- Aurila chejuensis Lee, 1990
- Aurila chengluwan Hu & Tao, 2008
- Aurila chetumalensis Teeter, 1975
- Aurila choeae Lee, 1990
- Aurila colalongoae Bonaduce, Ruggieri, Russo & Bismuth, 1992 †
- Aurila concentrica Ahmad, Neale & Siddiqui, 1991 †
- Aurila convexa (Baird, 1850) Pokorny, 1955
- Aurila corniculata Okubo, 1980
- Aurila crimica Pishchikova, 1993 †
- Aurila cruciata (Ruggieri, 1950) Uliczny, 1969
- Aurila cymba (Brady, 1869) Benson, 1965
- Aurila cymbaeformis (Seguenza, 1883)
- Aurila delicatula Bonaduce, Ruggieri, Russo & Bismuth, 1992 †
- Aurila disparata Okubo, 1980
- Aurila driveri (Leroy, 1943) Valentine, 1976 †
- Aurila duboskyi Schornikov, 1969
- Aurila dubowskyi Schornikov, 1969
- Aurila ducasseae (Moyes, 1961) Bassiouni, 1979 †
- Aurila elongata Schornikov & Tsareva, 1995
- Aurila expunctata (Zalanyi, 1913) Kucerova, 1986 †
- Aurila fallax Ruggieri, 1984
- Aurila fastigata Uliczny, 1969 †
- Aurila fialodes Uliczny, 1969 †
- Aurila floridana (Benson & Coleman, 1963) Kornicker, 1965
- Aurila frequens (Skogsberg, 1928) Benson, 1965
- Aurila galerita Bold, 1965 †
- Aurila gibba (Terquem, 1878) Mostafawi, 1989
- Aurila glabra Bonaduce, Ruggieri, Russo & Bismuth, 1992 †
- Aurila glyptica Barbeito-Gonzalez, 1971
- Aurila gordoni (Bold, 1965) Hanai, Ikeya & Yajima, 1980 †
- Aurila grata Hu & Yang, 1975 †
- Aurila hataii Ishizaki, 1968
- Aurila hemisphaerica Swain & Gilby, 1974
- Aurila hesperiae Ruggieri, 1975
- Aurila hispidula (Reuss, 1850) Cernajsek, 1971 †
- Aurila ikeyai Okubo, 1988
- Aurila imotoi Ishizaki, 1968
- Aurila impressa (Ruggieri, 1977) Bonaduce & Russo, 1985 †
- Aurila inabai Okubo, 1976
- Aurila inflata (Terquem, 1878) Mostafawi, 1989
- Aurila interpretis Uliczny, 1969 †
- Aurila ithacae Uliczny, 1969 †
- Aurila jonesi (Yassini & Jones, 1987)
- Aurila kianfascisma Hu, 1981 †
- Aurila kiritsubo Yajima, 1982 †
- Aurila kliei (Hartmann, 1974) Dingle & Honigstein, 1994
- Aurila kniffeni (Howe & Law, 1936) Hazel in Hazel, Mumma & Huff, 1980 †
- Aurila kohli Tewari & Singh, 1967 †
- Aurila kolesnikovi (Schneider, 1939) Chintauan & Nicorici, 1976 †
- Aurila kollmanni Cernajsek, 1974 †
- Aurila lacryma (Terquem, 1878) Mostafawi, 1989
- Aurila laevicula (Edwards, 1944) Swain, 1968 †
- Aurila larieyensis (Moyes, 1965) Charrier & Carbonnel, 1980 †
- Aurila levetzovi (Klie, 1940)
- Aurila limata Bonaduce, Ruggieri, Russo & Bismuth, 1992 †
- Aurila lincolnensis (Leroy, 1943) Mckenzie & Swain, 1967 †
- Aurila livathoensis Uliczny, 1969 †
- Aurila loboides Uliczny, 1969 †
- Aurila lubrica Bonaduce, Ruggieri, Russo & Bismuth, 1992 †
- Aurila lyaea Miculan, 1992 †
- Aurila macropunctata (Bold, 1946) Bold, 1988 †
- Aurila maculosa Uliczny, 1969 †
- Aurila magallanica Kielbowicz, 1988 †
- Aurila magna Hu, 1976 †
- Aurila malaspinensis Brouwers, 1993
- Aurila marsupium (Neviani, 1928) Ruggieri, 1973 †
- Aurila mehesi (Zalanyi, 1913) Kollmann, 1958 †
- Aurila meridionalis (Brady, 1870)
- Aurila merita (Zalanyi, 1913) Cernajsek, 1971 †
- Aurila miii Ishizaki, 1968
- Aurila mirabilis (Klie, 1940) Hartmann, 1974
- Aurila montereyensis (Skogsberg, 1928) Valentine, 1976
- Aurila munechikai Ishizaki, 1968
- Aurila munida (Swanson, 1979) Hartmann, 1982
- Aurila nandua Hu & Tao, 2008
- Aurila neglecta Guan, 1978 †
- Aurila nimbosa Ruggieri, 1976 †
- Aurila notata (Reuss, 1850) Kollmann, 1958 †
- Aurila noutersi Horne, 1986 †
- Aurila oblanga (Moyes, 1965) Charrier & Carbon, 1980
- Aurila oblonga (Moyes, 1965) Ducasse & Moyes, 1971 †
- Aurila oertlii Ruggieri, 1975
- Aurila okayamensis Okubo, 1988
- Aurila okumurai Yajima, 1993 †
- Aurila opaca (Reuss, 1850) Brestenska & Jiricek, 1978 †
- Aurila ornellasae Coimbra & Bergue, 2003
- Aurila osnabrugensis (Lienenklaus, 1894) Carbonnel, 1969 †
- Aurila perpasta Miculan, 1992 †
- Aurila petricola Hartmann, 1974
- Aurila philippii (Reuss, 1850) Zelenka, 1985 †
- Aurila pigadiana Sissingh, 1972 †
- Aurila polita (Dieci & Russo, 1965) Ascoli, 1968 †
- Aurila polypus Bonaduce, Ruggieri, Russo & Bismuth, 1992 †
- Aurila praeacuta Uliczny, 1969 †
- Aurila praecicatricosa Kollmann, 1971 †
- Aurila prasina Barbeito-Gonzalez, 1971
- Aurila pseudoamygdala Ishizaki, 1966 †
- Aurila pseudocymbaformis Yassini, Jones, King, Ayress & Dewi, 1995
- Aurila punctoreticulata Omatsola, 1972
- Aurila radiata (Skogsberg, 1928)
- Aurila radiola (Terquem, 1878) Wouters, 1974 †
- Aurila recurvirostra (Skogsberg, 1928)
- Aurila rugosa Bonaduce, Ruggieri, Russo & Bismuth, 1992 †
- Aurila sansonei Bonaduce, Masoli, Minichelli & Pugliese, 1980
- Aurila schumannensis (Leroy, 1943) Valentine, 1976 †
- Aurila semilunata (Seguenza, 1880) Nascimento, 1990 †
- Aurila serpyllum Bonaduce, Ruggieri, Russo & Bismuth, 1992 †
- Aurila sherborni Wood et al., 1992
- Aurila similis (Reuss, 1850) Cernajsek, 1971 †
- Aurila singhi Khosla & Nagori, 1989 †
- Aurila socra Bold, 1965 †
- Aurila soummamensis Coutelle & Yassini, 1974 †
- Aurila speyeri (Brady, 1868)
- Aurila spinifera Schornikov & Tsareva, 1995
- Aurila strongyla Wouters, 1974 †
- Aurila subconvexa (Kajiyama, 1913) Hanai et al., 1977
- Aurila subgrata Hu, 1981 †
- Aurila subspeyeri (Neviani, 1928) †
- Aurila subtilis Bonaduce, Ruggieri, Russo & Bismuth, 1992 †
- Aurila tenuipunctata Bassiouni, 1965 †
- Aurila terebrata (Terquem, 1878) Mostafawi, 1989 †
- Aurila tosaensis Ishizaki, 1968
- Aurila uranouchiensis Ishizaki, 1968
- Aurila vadaszi (Zalanyi, 1913) Chintauan & Nicorici, 1976 †
- Aurila variabilepunctata Swain & Gilby, 1974
- Aurila vauclusi Carbonnel, 1969 †
- Aurila veniliae Uliczny, 1969 †
- Aurila ventriconcava Ruan in Ruan & Hao (Yi-Chun), 1988
- Aurila ventrisulcata Witt, 1967 †
- Aurila venus (Seguenza, 1883) Sissingh, 1972 †
- Aurila verrucosa (Reuss, 1850) †
- Aurila versicolor Ruggieri, 1976 †
- Aurila voraginosa Witte, 1993
- Aurila woodwardii (Brady, 1868) Mckenzie, 1964
- Aurila woutersi Horne, 1986
- Aurila yongchiena Hu & Tao, 2008
- Aurila zbyszenskii Nascimento, 1984 †